# Ultra Air
Ultra Air fue una aerolínea de ultra bajo costo colombiana, fundada en Rionegro, Antioquia por el empresario William Shaw, Fundador de Viva Air y Oscar Herrera. Operaba desde el Aeropuerto José María Córdova como base principal. Contaba con la calificación de proyecto de mega inversión otorgado por el Ministerio de Comercio, Industria y Turismo.
Inició operaciones el 23 de febrero de 2022 con vuelos desde Bogotá a Medellín y San Andrés. Sin embargo, contó con autorización para operar 29 rutas nacionales y 15 internacionales.
El 29 de marzo de 2023 cesó temporalmente sus operaciones tras anunciar que cancelarían todos sus vuelos debido a problemas económicos graves en la aerolínea.
Finalmente, el 29 de junio de 2023 la Superintendencia de Sociedades informó que inició el proceso de liquidación judicial de la sociedad, como consecuencia de lo manifestado por la compañía sobre la no conveniencia de continuar con el proceso de reorganización que había iniciado ante esta la entidad.

## Historia
A finales del 2020 William Shaw anunció que había expuesto en audiencia pública ante la Aeronáutica Civil un nuevo plan de negocio para el transporte aéreo de pasajeros, carga y correo bajo el nombre de Ultra Air. Se esperaba que la aerolínea iniciara sus operaciones a mediados del 2021, sin embargo esto no fue posible.
En diciembre de 2021 llegó a Colombia el primer avión que pertenecía antes a la aerolínea IndiGo y que ahora presta servicio en la aerolínea Ultra, con el cual se adelantaron los procedimientos de la cuarta fase de certificación por parte de la autoridad aeronáutica con el fin de verificar su aeronavegabilidad. Después de 26 vuelos de comprobación y una auditoría a los procesos administrativos, técnicos y operacionales, se finalizó con éxito la cuarta fase del proceso de certificación ante la Aeronáutica Civil. Con este proceso, Ultra Air se convirtió en la primera aerolínea en certificarse bajo el reglamento RAC 121, que establece requisitos más estrictos para operaciones domésticas e internacionales.
El inicio de venta de tiquetes al público fue el 12 de febrero de 2022, y el 18 del mismo mes se realizó vuelo de demostración para la prensa y las autoridades locales y nacionales, que partió del aeropuerto José María Córdova.
Luego de haber surgido rumores en marzo de 2023 de que Ultra Air estaría en problemas financieros, y hasta de una posible detención en las operaciones; la también aerolínea de bajo costo JetSMART y Ultra Air informaron que habían llegado a un acuerdo de entendimiento para que la aerolínea chilena comprara el 100% de las acciones de Ultra Air. Si se llegaba a un acuerdo, éste debía ser sometido a la revisión y aprobación de las autoridades. Sin embargo, a pocos días del anuncio, JetSmart decidió cancelar la carta de entendimiento, y por lo tanto, dar por terminado el proceso de compra de Ultra Air. El 29 de marzo anunció la suspensión de la operación en Colombia, por lo cual no volaría en ninguna de sus rutas programadas a partir del 30 de marzo, aludiendo situaciones macroeconómicas adversas para la industria aeronáutica como el incremento en el costo del combustible y la tasa de cambio, así como la suspensión de operaciones de Viva Air que puso en alerta a los proveedores y a los arrendadores de aeronaves quienes empezaron a exigir pagos inmediatos e incluso prepagos de los insumos y servicios necesarios para la operación. Sin embargo, el ministro de Transporte de Colombia anunció de iniciaría una investigación en contra de la aerolínea y de su fundador William Shaw por haber seguido vendiendo tiquetes hasta el último momento, incluso al tener contemplado el cese de operaciones.

## Flota histórica
La aerolínea inició operaciones con una flota uniforme de Airbus A320 bajo su modelo de bajo costo, configurada con una cabina única. Estuvo compuesta por las siguientes aeronaves:
| Aeronaves       | Total | Introducido | Retirado | Matrículas                                            |
| --------------- | ----- | ----------- | -------- | ----------------------------------------------------- |
| Airbus A320-200 | 6     | 2021        | 2023     | HK-5393, HK-5394, HK-5395, HK-5396, HK-5402 y HK-5413 |

## Antiguos destinos
Desde el 12 de febrero de 2022 inició la venta de tiquetes para 7 destinos en Colombia atendidos con 9 rutas de la siguiente manera, luego se fueron incorporando rutas adicionales hasta completar 10 destinos atendidos con 13 rutas hasta el cese de operaciones el 29 de marzo de 2023:
| Destinos            | Aeropuertos                                                 | Desde | Desde | Desde |
| Destinos            | Aeropuertos                                                 | MDE   | BOG   | PEI   |
| ------------------- | ----------------------------------------------------------- | ----- | ----- | ----- |
| Barranquilla        | Aeropuerto Internacional Ernesto Cortissoz                  | X     |       |       |
| Bogotá              | Aeropuerto Internacional El Dorado (HUB secundario)         | X     |       |       |
| Cali                | Aeropuerto Internacional Alfonso Bonilla Aragón             |       | X     |       |
| Cartagena de Indias | Aeropuerto Internacional Rafael Núñez                       | X     | X     | X     |
| Cúcuta              | Aeropuerto Internacional Camilo Daza                        | X     |       |       |
| Medellín            | Aeropuerto Internacional José María Córdova (HUB principal) |       | X     |       |
| Montería            | Aeropuerto Internacional Los Garzones                       | X     |       |       |
| Pereira             | Aeropuerto Internacional Matecaña (HUB secundario)          |       |       |       |
| San Andrés          | Aeropuerto Internacional Gustavo Rojas Pinilla              | X     | X     |       |
| Santa Marta         | Aeropuerto Internacional Simón Bolívar                      | X     | X     | X     |

### Cronología de rutas
| Rutas activas | Rutas activas | Rutas activas          | Rutas activas          | Rutas activas       | Rutas activas         | Rutas activas |
| Origen        | Destino       | Fecha de inicio        | Fecha de inicio        | Fecha de suspensión | Duración              | Ref.          |
| ------------- | ------------- | ---------------------- | ---------------------- | ------------------- | --------------------- | ------------- |
| Bogotá        | Medellín      | 23 de febrero de 2022  | 23 de febrero de 2022  | 29 de marzo de 2023 | 1 año, 1 mes y 6 días | [ 19 ]        |
| Bogotá        | San Andrés    | 23 de febrero de 2022  | 23 de febrero de 2022  | 29 de marzo de 2023 | 1 año, 1 mes y 6 días | [ 19 ]        |
| Bogotá        | Cartagena     | 24 de febrero de 2022  | 24 de febrero de 2022  | 29 de marzo de 2023 | 1 año, 1 mes y 5 días | [ 19 ]        |
| Bogotá        | Cali          | 25 de febrero de 2022  | 25 de febrero de 2022  | 29 de marzo de 2023 | 1 año, 1 mes y 4 días | [ 19 ]        |
| Bogotá        | Santa Marta   | 28 de febrero de 2022  | 28 de febrero de 2022  | 29 de marzo de 2023 | 1 año, 1 mes y 1 día  | [ 19 ]        |
| Medellín      | Cartagena     | 24 de febrero de 2022  | 24 de febrero de 2022  | 29 de marzo de 2023 | 1 año, 1 mes y 5 días | [ 19 ]        |
| Medellín      | Santa Marta   | 24 de febrero de 2022  | 24 de febrero de 2022  | 29 de marzo de 2023 | 1 año, 1 mes y 5 días | [ 19 ]        |
| Medellín      | San Andrés    | 7 de octubre de 2022   | 7 de octubre de 2022   | 29 de marzo de 2023 | 5 meses y 22 días     | [ 20 ]        |
| Medellín      | Barranquilla  | 8 de octubre de 2022   | 8 de octubre de 2022   | 29 de marzo de 2023 | 5 meses y 21 días     | [ 20 ]        |
| Medellín      | Montería      | 8 de octubre de 2022   | 8 de octubre de 2022   | 29 de marzo de 2023 | 5 meses y 21 días     | [ 20 ]        |
| Medellín      | Cúcuta        | 8 de diciembre de 2022 | 8 de diciembre de 2022 | 29 de marzo de 2023 | 3 meses y 21 días     | [ 20 ]        |
| Pereira       | Cartagena     | 24 de febrero de 2022  | 24 de febrero de 2022  | 29 de marzo de 2023 | 1 año, 1 mes y 5 días | [ 19 ]        |
| Pereira       | Santa Marta   | 28 de febrero de 2022  | 28 de febrero de 2022  | 29 de marzo de 2023 | 1 año, 1 mes y 1 día  | [ 19 ]        |